# Clytie triangularis
Clytie triangularis är en fjärilsart som beskrevs av Warnecke 1937. Clytie triangularis ingår i släktet Clytie och familjen nattflyn. Inga underarter finns listade i Catalogue of Life.